# Eliminatórias da Copa do Mundo FIFA de 2006 - África

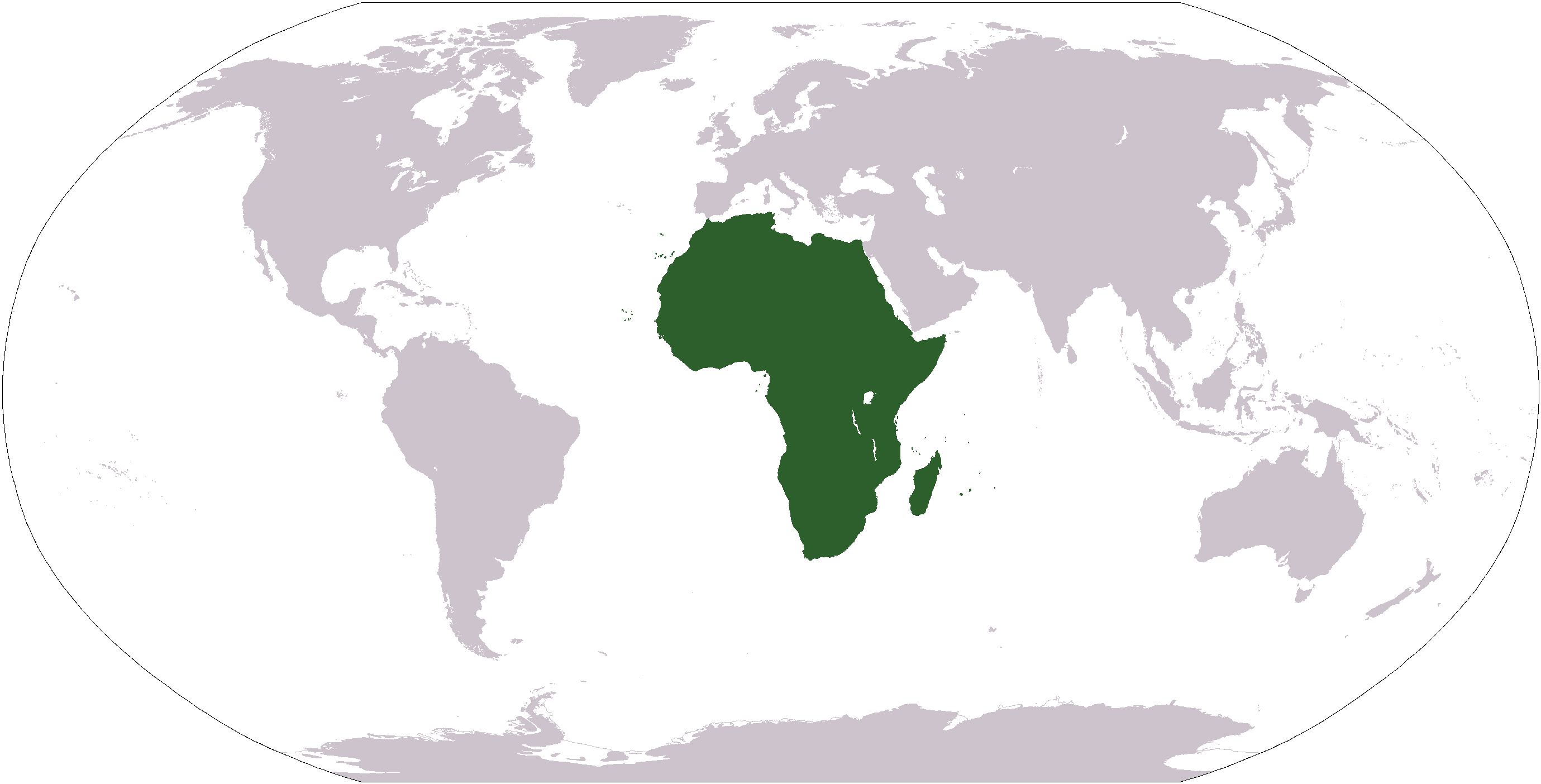
África

As Eliminatórias da África para a Copa do Mundo de 2006 foram realizadas pela Confederação Africana de Futebol (CAF), o órgão que regula o futebol na África. O continente esteve representado na Copa do Mundo FIFA de 2006 por cinco das 32 seleções que disputaram a fase final do torneio.
A Confederação representa 52 países, sendo que apenas o Djibouti desistiu de participar da competição.

## Processo de classificação
Os 5 países que chegaram à Copa do Mundo FIFA de 2002 (Nigéria, Camarões, África do Sul, Senegal e Tunísia) automaticamente avançam para a fase de grupos para essa confederação.
As quatro seleções melhor ranqueadas na lista oficial da FIFA em 25 de Junho de 2003 (Marrocos, Egito, República Democrática do Congo e Costa do Marfim) também classificaram-se automaticamente para a fase de grupos. 
As 42 seleções restantes foram pareadas para disputar entre si em um mata-mata de ida-e-volta. As 21 seleções sobreviventes avançam para a fase de grupos.
Na fase de grupos as 30 seleções foram então distribuídas em 5 grupos de 6 times cada. Dentro de cada grupo, todos jogaram contra todos em turno e returno. Os cinco vencedores de grupo foram alocados nas cinco vagas disponíveis para a Confederação nas finais da Copa do Mundo.

## Partidas eliminatórias
Confrontos
- Guiné-Bissau X Mali
- Madagascar X Benin
- Seychelles X Zâmbia
- Botsuana X Lesoto
- Guiné Equatorial X Togo
- São Tomé e Príncipe X Líbia
- Tanzânia X Quênia
- Niger X Argélia
- Uganda X Ilhas Maurício
- Zimbáwbe X Mauritânia
- Suazilândia X Cabo Verde
- Burundi X Gabão
- Chade X Angola
- Congo X Serra Leão
- Etiópia X Malaui
- Ruanda X Namíbia
- Guiné X Moçambique
- Gâmbia X Libéria
- Sudão X Eritréia
- Mauritânia X Zimbábwe

Jogos de ida
| Data        | Partida                     | Local                          | Resultado |
| 10-Out-2003 | Guiné-Bissau - Mali         | Bissau (Guiné-Bissau)          | 1:2 (0:1) |
| 11-Out-2003 | Botsuana - Lesoto           | Gaborone (Botsuana)            | 4:1 (2:0) |
| 11-Out-2003 | Guiné Equatorial - Togo     | Bata (Guiné Equatorial)        | 1:0 (1:0) |
| 11-Out-2003 | Niger - Argélia             | Niamey (Niger)                 | 0:1 (0:0) |
| 11-Out-2003 | Uganda - Ilhas Maurício     | Kampala (Uganda)               | 3:0 (0:0) |
| 11-Out-2003 | Madagascar - Benin          | Antananarivo (Madagascar)      | 1:1 (1:0) |
| 11-Out-2003 | Seychelles - Zâmbia         | Victoria (Seychelles)          | 0:4 (0:2) |
| 11-Out-2003 | São Tomé e Príncipe - Líbia | São Tomé (São Tomé e Príncipe) | 0:1 (0:0) |
| 11-Out-2003 | Tanzânia - Quênia           | Dar Es Salaam (Tanzânia)       | 0:0       |
| 12-Out-2003 | Zimbábwe - Mauritânia       | Harare (Zimbábwe)              | 3:0 (1:0) |
| 12-Out-2003 | Chade - Angola              | N'djamena (Chade)              | 3:1 (0:0) |
| 12-Out-2003 | Etiópia - Malaui            | Addis Abeba (Etiópia)          | 1:3 (0:1) |
| 12-Out-2003 | Guiné - Moçambique          | Conakry (Guiné)                | 1:0 (0:0) |
| 12-Out-2003 | Sudão - Eritréia            | Khartoum (Sudão)               | 3:0 (0:0) |
| 12-Out-2003 | Suazilândia - Cabo Verde    | Mbabane (Suazilândia)          | 1:1 (0:0) |
| 12-Out-2003 | Burundi - Gabão             | Bujumbura (Burundi)            | 0:0       |
| 12-Out-2003 | Congo - Serra Leão          | Brazzaville (Congo)            | 1:0 (0:0) |
| 12-Out-2003 | Ruanda - Namíbia            | Kigali (Ruanda)                | 3:0 (1:0) |
| 12-Out-2003 | Gâmbia - Libéria            | Bakau (Gâmbia)                 | 2:0 (0:0) |
| 16-Nov-2003 | Somália - Gana              | Accra (Gana)                   | 0:5 (0:1) |

https://pt.athlet.org/
Jogos de volta
| Data        | Partida                     | Local                     | Resultado            |
| 14-Nov-2003 | Mali - Guiné-Bissau         | Bamako (Mali)             | 2:0 (1:0)            |
| 14-Nov-2003 | Argélia - Niger             | Algiers (Argélia)         | 6:0 (4:0)            |
| 14-Nov-2003 | Mauritânia - Zimbábwe       | Nouakchott (Mauritânia)   | 2:1 (2:0)            |
| 15-Nov-2003 | Malaui - Etiópia            | Lilongwe (Malaui)         | 0:0                  |
| 15-Nov-2003 | Zâmbia - Seychelles         | Lusaka (Zâmbia)           | 1:1 (1:0)            |
| 15-Nov-2003 | Quênia - Tanzânia           | Nairóbi (Quênia)          | 3:0 (3:0)            |
| 15-Nov-2003 | Gabão - Burundi             | Libreville (Gabão)        | 4:1 (3:0)            |
| 15-Nov-2003 | Namíbia - Ruanda            | Windhoek (Namíbia)        | 1:1 (1:1)            |
| 16-Nov-2003 | Lesoto - Botsuana           | Maseru (Lesotho)          | 0:0                  |
| 16-Nov-2003 | Togo - Guiné Equatorial     | Lome (Togo)               | 2:0 (1:0)            |
| 16-Nov-2003 | Ilhas Maurício - Uganda     | Curepipe (Ilhas Maurício) | 3:1 a.e.t (3:0, 1:0) |
| 16-Nov-2003 | Angola - Chade              | Luanda (Angola)           | 2:0 (1:0)            |
| 16-Nov-2003 | Moçambique - Guiné          | Maputo (Moçambique)       | 3:4 (0:3)            |
| 16-Nov-2003 | Eritréia - Sudão            | Asmara (Eritréia)         | 0:0                  |
| 16-Nov-2003 | Benin - Madagascar          | Cotonou (Benin)           | 3:2 (1:2)            |
| 16-Nov-2003 | Líbia - São Tomé e Príncipe | Benghazi (Líbia)          | 8:0 (4:0)            |
| 16-Nov-2003 | Cabo Verde - Suazilândia    | Praia (Cabo Verde)        | 3:0 (0:0)            |
| 16-Nov-2003 | Serra Leoa - Congo          | Freetown (Serra Leoa)     | 1:1 (0:0)            |
| 16-Nov-2003 | Libéria - Gâmbia            | Monrovia (Libéria)        | 3:0 (1:0)            |
| 19-Nov-2003 | Gana - Somália              | Kumasi (Gana)             | 2:0 (1:0)            |

https://pt.athlet.org/

## Fase de grupos

### Grupo 1
| P  | País    | J  | V | E | D | GP | GC | Pts |
| -- | ------- | -- | - | - | - | -- | -- | --- |
| 1° | Togo    | 10 | 7 | 2 | 1 | 20 | 8  | 23  |
| 2° | Senegal | 10 | 6 | 3 | 1 | 21 | 8  | 21  |
| 3° | Zâmbia  | 10 | 6 | 1 | 3 | 16 | 10 | 19  |
| 4° | Congo   | 10 | 3 | 1 | 6 | 10 | 14 | 10  |
| 5° | Mali    | 10 | 2 | 2 | 6 | 11 | 14 | 8   |
| 6° | Libéria | 10 | 1 | 1 | 8 | 3  | 27 | 4   |

### Grupo 2
| P  | País          | J  | V | E | D | GP | GC | Pts |
| -- | ------------- | -- | - | - | - | -- | -- | --- |
| 1° | Gana          | 10 | 6 | 3 | 1 | 17 | 4  | 21  |
| 2° | R.D. Congo    | 10 | 4 | 4 | 2 | 14 | 10 | 16  |
| 3° | África do Sul | 10 | 5 | 1 | 4 | 12 | 14 | 16  |
| 4° | Burkina Fasso | 10 | 4 | 1 | 5 | 14 | 13 | 13  |
| 5° | Cabo Verde    | 10 | 3 | 1 | 6 | 8  | 15 | 10  |
| 6° | Uganda        | 10 | 2 | 2 | 6 | 6  | 15 | 8   |

### Grupo 3
| P  | País            | J  | V | E | D | GP | GC | Pts |
| -- | --------------- | -- | - | - | - | -- | -- | --- |
| 1° | Costa do Marfim | 10 | 7 | 1 | 2 | 20 | 7  | 22  |
| 2° | Camarões        | 10 | 6 | 3 | 1 | 18 | 18 | 21  |
| 3° | Egito           | 10 | 5 | 2 | 3 | 26 | 15 | 17  |
| 4° | Líbia           | 10 | 3 | 3 | 4 | 8  | 10 | 12  |
| 5° | Sudão           | 10 | 1 | 3 | 6 | 6  | 22 | 6   |
| 6° | Benin           | 10 | 1 | 2 | 7 | 9  | 23 | 5   |

### Grupo 4
| P  | País     | J  | V | E | D | GP | GC | Pts |
| -- | -------- | -- | - | - | - | -- | -- | --- |
| 1° | Angola   | 10 | 6 | 3 | 1 | 12 | 6  | 21  |
| 2° | Nigéria  | 10 | 6 | 3 | 1 | 21 | 7  | 21  |
| 3° | Zimbabué | 10 | 4 | 3 | 3 | 13 | 14 | 15  |
| 4° | Gabão    | 10 | 2 | 4 | 4 | 11 | 13 | 10  |
| 5° | Argélia  | 10 | 1 | 5 | 4 | 8  | 15 | 8   |
| 6° | Ruanda   | 10 | 1 | 2 | 7 | 6  | 16 | 5   |

### Grupo 5
| P  | País     | J  | V | E | D | GP | GC | Pts |
| -- | -------- | -- | - | - | - | -- | -- | --- |
| 1° | Tunísia  | 10 | 6 | 3 | 1 | 25 | 9  | 21  |
| 2° | Marrocos | 10 | 5 | 5 | 0 | 17 | 7  | 20  |
| 3° | Guiné    | 10 | 5 | 2 | 3 | 15 | 10 | 17  |
| 4° | Quênia   | 10 | 3 | 1 | 6 | 8  | 17 | 10  |
| 5° | Botsuana | 10 | 3 | 0 | 7 | 10 | 18 | 9   |
| 6° | Malaui   | 10 | 1 | 3 | 6 | 12 | 26 | 6   |

 J= Jogos; V = Vitórias; E = Empates; D = Derrotas; GP = Gols Pró; GC = Gols Contra e Pts = Pontos